# Miliana
Miliana (în arabă مليانة) este o comună din provincia Aïn Defla, Algeria.
Populația comunei este de 44.201 locuitori (2008).